# ATP-toernooi van Wellington
Het ATP-toernooi van Wellington (ook bekend als de BP National Championships) was een tennistoernooi dat van 1988 tot en met 1992 plaatsvond op de hardcourtbanen van het Renouf Tennis Centre in de Nieuw-Zeelandse stad Wellington. Na 1992 ging het toernooi nog drie jaar verder op de ATP Challenger Tour.

## Finales

### Enkelspel
| Jaar | Winnaar          | Runner–up         | Score in Finale            |
| ---- | ---------------- | ----------------- | -------------------------- |
| 1992 | Jeff Tarango     | Aleksandr Volkov  | 6-1, 6-0, 6-3              |
| 1991 | Richard Fromberg | Lars Jonsson      | 6-1, 6-4, 6-4              |
| 1990 | Emilio Sánchez   | Richey Reneberg   | 6-7(3), 6-4, 4-6, 6-4, 6-1 |
| 1989 | Kelly Evernden   | Shuzo Matsuoka    | 7-5, 6-1, 6-4              |
| 1988 | Ramesh Krishnan  | Andrei Tsjesnokov | 6-7(7), 6-0, 6-4, 6-3      |

### Dubbelspel
| Jaar | Winnaars                       | Runners–up                     | Score in Finale |
| ---- | ------------------------------ | ------------------------------ | --------------- |
| 1992 | Jared Palmer Jonathan Stark    | Michiel Schapers Daniel Vacek  | 6-3, 6-3        |
| 1991 | Luiz Mattar Nicolás Pereira    | John Letts Jaime Oncins        | 4-6, 7-6, 6-2   |
| 1990 | Kelly Evernden Nicolás Pereira | Sergio Casal Emilio Sánchez    | 6-4, 7-6        |
| 1989 | Peter Doohan Laurie Warder     | Rill Baxter Glenn Michibata    | 3-6, 6-2, 6-3   |
| 1988 | Dan Goldie Rick Leach          | Broderick Dyke Glenn Michibata | 6-2, 6-3        |

ITF-toernooien (mannen en vrouwen)

ATP-toernooien (mannen) – ATP-seizoen 2025

WTA-toernooien (vrouwen) – WTA-seizoen 2025

Voormalige toernooien mannen
Voormalige toernooien vrouwen
Voormalige amateurtoernooien
1988 · 1989 · 1990 · 1991 · 1992